# ハイヒールを脱ぎすてた女
『ハイヒールを脱ぎすてた女』（ハイヒールをぬぎすてたおんな）は、1986年10月15日に発売された柏原芳恵のオリジナル・アルバム。

## 概要
アルバムの帯コピーは、”風のように透明な夜、彼女はいたずらな猫になる。”
柏原本人も出演したドラマの主題歌として使用された26枚目のシングル「女ともだち」と、そのB面曲「イチヂクは木の下で」を含む全10曲が収録されている。
2018年9月26日にはオリジナルの収録曲に加えて、アルバム未収録シングル曲「途中下車」が追加され、『ハイヒールを脱ぎすてた女 +1』としてユニバーサルミュージックより紙ジャケット仕様でSHM-CDが発売された。
2022年11月4日に東京・日本橋三井ホールで2年振りに行われたライブでは、本アルバムからタイトル曲を含む数曲が披露されている。

## 収録曲

### LP・CT

#### Side A
1. クレヨンで描けない昼と夜の物語
作詞：田口道明　作曲・編曲：渡辺敬之
2. しなやかな夜をはさんだビスケット
作詞：田口道明　作曲・編曲：渡辺敬之
3. アンティックな女
作詞：田口道明　作曲・編曲：渡辺敬之
4. ひとり（孤独）
作詞：岸部一徳　作曲：井上堯之　編曲：渡辺敬之 [注 1]
  - デイヴ平尾が1972年10月にリリースしたシングル曲「僕達の夜明け」のB面曲「一人」のカバー。歌詞が一部異なる。
5. ハイヒールを脱ぎすてた女
作詞：田口道明　作曲・編曲：渡辺敬之

#### Side B
1. 夢以上・恋以上
作詞：竜真知子　作曲：国安わたる　編曲：渡辺博也
2. グッドバイ・セレモニー －ロンリーハート達の街角－
作詞：竜真知子　作曲：国安わたる　編曲：渡辺博也
3. 都会のマーメイド
作詞：竜真知子　作曲：国安わたる　編曲：渡辺博也
4. イチヂクは木の下で
作詞：川村真澄　作曲：筒美京平　編曲：船山基紀
  - 26枚目のシングル「女ともだち」のB面曲。
5. 女ともだち
作詞：川村真澄　作曲：筒美京平　編曲：船山基紀
  - 26枚目のシングルA面曲。

### CD
1. クレヨンで描けない昼と夜の物語
2. しなやかな夜をはさんだビスケット
3. アンティックな女
4. ひとり（孤独）
5. ハイヒールを脱ぎすてた女
6. 夢以上・恋以上
7. グッドバイ・セレモニー －ロンリーハート達の街角－
8. 都会のマーメイド
9. イチヂクは木の下で
10. 女ともだち

### ハイヒールを脱ぎすてた女 +1（SHM-CD）
1. クレヨンで描けない昼と夜の物語
2. しなやかな夜をはさんだビスケット
3. アンティックな女
4. ひとり（孤独）
5. ハイヒールを脱ぎすてた女
6. 夢以上・恋以上
7. グッドバイ・セレモニー －ロンリーハート達の街角－
8. 都会のマーメイド
9. イチヂクは木の下で
10. 女ともだち
11. 途中下車〈ボーナストラック〉
作詞：佐藤順英　作曲：花岡優平　編曲：奥慶一
  - 27枚目のシングルA面曲。